# János Szilágyi
János Szilágyi (* 17. Oktober 1907 in Debrecen; † 21. April 1988 in Budapest, Ungarn) war ein ungarischer Provinzialrömischer Archäologe. International bekannt wurde er durch seine systematischen, umfassenden Bearbeitungen verschiedener römischer Themenbereiche wie der Ziegelstempel, der Demographie, Epigraphik und Lohn-Preisentwicklung.

## Leben und Karriere
Ab 1933 studierte Szilágyi an der Königlichen Péter-Pázmány-Universität in Budapest. Nach seiner Habilitierung 1947 wurde er noch im gleichen Jahr auf den Direktorenposten des Aquincum-Museums berufen. Zur gleichen Zeit folgte Tibor Nagy (1910–1995) dem verstorbenen Archäologen Lajos Nagy (1897–1946) als Leiter des Archäologischen Instituts am Historischen Museum in Budapest nach. 1936 gründeten die beiden das Archäologische Institut am Historischen Museum. Dort übernahm Nagy auch die Leitung des vor- und frühgeschichtlichen Fachbereichs. Szilágyi blieb bis zu seiner Pensionierung 1971 am Aquincum-Museum und war für das Historische Museum in dessen Abteilung für Altertum als Epigraphiker tätig.
Die Forschungsschwerpunkte seiner Arbeit bildeten die Aufarbeitung der Geschichte des römischen Pannonien, dessen archäologische Erforschung sowie im Speziellen die pannonische römische Militärgeschichte. Studien über die römischen Ziegelstempel begründeten seinen internationalen Ruf. Daneben veröffentlichte er intensiv zur Sterblichkeit und Lohn-Preisentwicklung während der römischen Kaiserzeit und zu den pannonischen Inschriften. Zudem hat er einige wichtige Ausgrabungen geleitet.
Szilágyi war Sekretär der Ungarischen Gesellschaft für Archäologie und Kunstgeschichte (Magyar Régészeti és Művészettörténeti Társulat) und gehörte dem Hauptausschuss des Archäologischen Instituts am Nationalmuseum an. Von 1949 bis 1953 war er Herausgeber der für Ungarn bedeutenden Fachzeitschrift Archeológiai Értesítő (Archäologische Mitteilungen) in Budapest.
Zu Ehren des Wissenschaftlers wurde in seiner Geburtsstadt eine Straße, die Szilágyi János utca, nach ihm benannt.

## Publikationen
Szilágyi war unter anderem als Autor für den Kleinen Pauly (KlP), eine Fachenzyklopädie der Altertumswissenschaft, tätig. Zu seinen wichtigsten Schriften gehören folgende Veröffentlichungen:
- Inscriptiones tegularum Pannonicarum. A Pannoniai bélyeges téglák (= Dissertationes Pannonicae. Ser. II, Band 1). Budapest 1933.
- Aquincum és északkelet Pannonia katonai megszállása. Die römische Okkupation von Aquincum und Nordostpannonien. In: Laureae Aquincenses. Memoriae Valentini Kvzsinszky dicatae I (= Dissertationes Pannonicae. Ser. II, Band 10). Budapest 1938, S. 287–309.
- Pannoniai római segédcsapattestek bélyeges téglái és táborhelyei. Römische Auxiliar-Truppenkörper, ihre Ziegelstempel und Lagerstätten in Pannonien. In: Archaeologiai Értesitö. Band 3, Budapest 1942, S. 173–189.
- Az Aquincumi Múzeum Kutatásai és Gyarapodása (Die Forschungen und Neuerwerbungen des Museums von Aquincum in den Jahren 1936–1942). In: Budapest Régiségei 13, 1943, S. 340ff.
- Die Besatzungen des Verteidigungssystems von Dazien und ihre Ziegelstempel. A Daciai erödrendszer helyörsegei es a katonai teglabelyegek (= Dissertationes Pannonicae. Ser. II, Band 21). Institut für Münzkunde und Archäologie an der Péter-Pázmány-Universität, Budapest 1946 (in deutscher und ungarischer Sprache).
- Wichtige Ergebnisse römerzeitlicher Ausgrabungen im Gebiet von Budapest und wertvolle Bereicherungen des Museums in Aquincum in den Jahren 1951–1953. In: Budapest Régiségei. Band 16, 1955, S. 387–426.
- Aquincum. Budapest, Berlin 1956 (deutsche Ausgabe).
- Az aquincumi amfiteátrumok. Budapest 1956.
- Beiträge zur Statistik der Sterblichkeit in den westeuropäischen Provinzen des römischen Imperiums. In: Acta Archaeologica Academiae Scientiarum Hungaricae 13, 1961, S. 125–155.
- Beiträge zur Statistik der Sterblichkeit in der illyrischen Provinzgruppe und in Norditalien (Gallia Padana). In: Acta Archaeologica Academiae Scientiarum Hungaricae 14, 1962, S. 297–396.
- Die Sterblichkeit in den Städten Mittel- und Süditaliens sowie Hispanien (in der römischen Kaiserzeit). In: Acta Archaeologica Academiae Scientiarum Hungaricae 15, 1963, S. 129–224.
- Die Sterblichkeit in den nordafrikanischen Provinzen I. In: Acta Archaeologica Academiae Scientiarum Hungaricae 17, 1965, S. 302–334.
- Die Sterblichkeit in den nordafrikanischen Provinzen II. In: Acta Archaeologica Academiae Scientiarum Hungaricae 18, 1966, S. 235–277.
- Die Sterblichkeit in den nordafrikanischen Provinzen III. In: Acta Archaeologica Academiae Scientiarum Hungaricae 19, 1967, S. 25–59.
- Steininschriften aus der alten Sammlung des Museums von Aquincum I. In: Archaeologiai Értesitö 92, 1965, S. 182–191.
- Steininschriften aus der alten Sammlung des Museums von Aquincum II. In: Archaeologiai Értesitö 94, 1967, S. 70ff.
- Steininschriften aus der alten Sammlung des Museums von Aquincum III. In: Archaeologiai Értesitö 96, 1969, S. 72–82
- Umstrittene und unveröffentlichte Steininschriften aus dem Museum zu Aquincum. In: Budapest Régiségei 22, 1971, S. 301ff.
- Unveröffentlichte Steininschriften aus Aquincum. In: Budapest Régiségei 23, 1973, S. 147–158.
- Inschriften mit historischen Hintergrund aus Aquincum. In: Acta of the 5th International Congress of Greek and Latin Epigraphy, Cambridge 1967. Oxford 1971, S. 311–316.
- Zur Entwicklung des Preis- und Lohnverhältnisses in der römischen Kaiserzeit. In: Neue Beiträge zur Geschichte der alten Welt, 2. Römisches Reich. Berlin 1965. S. 133–139.
- Zur Entwicklung der Baukosten in den westlichen Provinzen in der römischen Kaiserzeit. In: Arheološki vestnik 19, 1968, S. 111–117.